# 이 곳에는 없는 것
〈이 곳에는 없는 것〉(ここにはないもの 코코니하나이모노[*])는 일본의 여성 아이돌 그룹 노기자카46의 31번째 싱글이다. 2022년 12월 7일에 N46Div.를 통해 발매되었다. 센터는 사이토 아스카가 맡았다.